# Léon Cligman
Léon Cligman, né le 26 mai 1920 à Tighina dans le royaume de Roumanie et mort le 15 mai 2022 dans le 16e arrondissement de Paris, est un industriel français du secteur du textile.

## Biographie

### Jeunesse et formation
Fils d'un industriel confectionneur du textile, Leib Cligman naît à Tighina, ville alors roumaine, devenue soviétique et nommée Bender alors qu'il avait vingt ans et qu'il était en France (elle se trouve de nos jours dans la zone contrôlée par la Russie de la Moldavie). Léon Cligman étudie à l'École supérieure de commerce de Paris, ESCP, promotion 1938.
En 1941, Léon Cligman entre dans la résistance française et devient secrétaire du comité départemental de libération pour la région d'Issoudun en 1944. À la Libération, il est un temps maire de cette ville et assure l'intérim avec les nouvelles institutions.

### Carrière
Léon Cligman est nommé président (1940), cogérant (1946) puis gérant (1961) de la Confection de l'Indre à Issoudun, entreprise fondée par son père Serge, en octobre 1939. En 1955, la Confection de l'Indre devient Indreco. Il est gérant (1958) puis cogérant (1961) de la Manufacture tourangelle de confection, animateur des établissements textiles Lemmel (1960), Duthilleul (1964) devenus Cidel SA (1969), Labrosse et Fils (1964), entités du groupe Indreco qu'il préside depuis 1989.
Simultanément, Léon Cligman est administrateur (1973) puis vice-président (1977-1991) des Nouvelles Galeries réunies, gérant de Devanlay-Recoing (1975-1984), puis président de Devanlay SA (1984-1998), qui possède les marques Lacoste, Scandale, Jil, Orly. 
À la fin des années 1970, le groupe Indreco-Devanlay emploie plus de 40 000 salariés. En 1998, Léon Cligman vend Devanlay au groupe suisse Maus pour un montant de 2,9 milliards de francs.
Il s'associe à Pierre Bergé, président d'Yves Saint Laurent, pour contrer l'OPA lancée par Maurice Bidermann sur Saint Laurent via le groupe Mendès SA, fondé par Cerf Mendès France en 1902, dépositaire des licences Yves Saint Laurent. Il devient président de Mendès SA (1989-2000) puis cède Mendès au groupe Gucci Group en 2000 (devenu Kering en 2013). 
En 1992, il renonce à la fusion d'Indreco et Devanlay qui faisait l'objet d'une dispute entre les familles Lévy et Cligman.
Le géant du textile Indreco possède également la marque New Man depuis 1966. Léon Cligman prend la présidence de New Man en 1986 et le groupe Jacques Jaunet SA est rebaptisé du nom de la marque. En 2010, il revend New Man au groupe Morepeace.

### Mort
Léon Cligman meurt le 15 mai 2022 à Paris à l'âge de 102 ans. Il est inhumé au cimetière du Montparnasse (division 9).

### Famille
Léon Cligman est le mari de Martine Lévy, dite «Martine Martine», artiste peintre, sculptrice et le père de l'avocate Olivia Cligman, co-défenderesse de Florence Rey dans l'affaire Rey-Maupin en 1994.

## Mandats
- Vice-président fondateur de la Ligue française contre la sclérose en plaques (depuis 1987)[12]
- Administrateur de la Fondation du patrimoine (depuis 1997)
- Président du Cercle des fondateurs de l'Atelier lyrique de l'Opéra national de Paris (depuis 2005)
- Vice-président de l'Observatoire du patrimoine religieux aux côtés de Bernadette Chirac (depuis 2006)[13]
- Administrateur (depuis 1990) et président d'honneur (depuis 2012) de l'Association pour le rayonnement de l'Opéra national de Paris[14].
- Administrateur d'Uniprix (1973-1992)
- Administrateur (1979-1982) puis membre du Conseil de surveillance (1982-1993) de Printemps SA
- Administrateur de la BNP (1982-1989)
- Administrateur de Christian Dior SA (1983-1987)
- Président du Comité de développement et de promotion du textile et de l'habillement (1984-1987)
- Administrateur du musée des Arts décoratifs de Paris (1985-2005)
- Administrateur de la chemiserie Lacoste (1986-1998)
- Administrateur de Diffusion Rive Gauche - YSL (1987-2000)
- Administrateur du groupe Yves Saint Laurent SCA (1989-1993)
- Censeur de Pinault-Printemps-Redoute (1993-2002)
- Trésorier (1995-1999), puis président (1999-2002) de l'Association pour le rayonnement de l'Opéra national de Paris

## Distinction
- Docteur honoris causa de l'ESCP Business School (16 septembre 2019)

## Décorations
- Commandeur de la Légion d'honneur (1988)[15],[16], décoré par le président de la République François Mitterrand au Palais de l'Élysée[17] ; officier (date inconnue) ; chevalier (date inconnue)[18]
- Grand-croix de l'ordre national du Mérite (2015)[19], par le Premier ministre Manuel Valls[20]; grand officier (2005)[21] ; commandeur (1985)[22]
- Croix de guerre 1939–1945[Quand ?]
- Commandeur de l'ordre des Arts et des Lettres (nommé directement commandeur, 1985)[23],[24]
- Officier de l'ordre du Ouissam alaouite (nommé directement officier, 2003)[25], par l'ambassadeur du Maroc en France à la demande du roi Mohammed VI

## Donation
En juin 2016, le conseil municipal de Tours a été saisi d'un projet de donation de la collection Léon Cligman au musée des Beaux-Arts. Sur 1 800 œuvres, 1 200 ont été retenues. Parmi les œuvres, on compte des peintures de Camille Corot, Henri de Toulouse-Lautrec, Maurice de Vlaminck, des sculptures de César, Eugène Delacroix, Edgar Degas, des dessins de Jean-Baptiste Carpeaux, Kees van Dongen, ou encore des objets d'antiquités (Afrique, Égypte, Grèce, Rome). Cette donation est assortie d'un financement pour construire une extension du musée qui accueillera cette collection.
En mars 2017, le conseil municipal de Tours met fin de manière anticipée au partenariat qui liait la ville au Jeu de paume, dans le but d'installer la collection Cligman au château de Tours, qui accueillait jusque-là des expositions temporaires du Jeu de paume.
Après l'échec du projet avec la ville de Tours en août 2017, c'est finalement à la région Pays de la Loire que va la donation du couple Cligman. Ainsi, c'est l'abbaye royale Notre-Dame de Fontevraud qui accueillera les œuvres courant 2020,. Le 23 juillet 2018 au ministère de la Culture, Léon Cligman et son épouse signent avec Françoise Nyssen l'acte officiel de donation des œuvres. Le musée d'Art moderne de Fontevraud, dont le coût de la construction s'éleva à 11,8 millions d'euros, ouvre en septembre 2021,.

## Hommages
Après la donation de plusieurs terrains à la ville d'Issoudun (l'un où est édifié l'actuel gymnase Serge-Cligman, l'un pour la construction du square Anne-Frank, l'autre pour la maison de la Croix-Rouge avenue de Chinault), Léon Cligman est fait citoyen d'honneur de la ville d'Issoudun en 1994.
Le site industriel d'Indreco d'une surface de près de 4 000 m2 ferme définitivement en 1998 et fait l'objet d'une nouvelle donation en juin 2001. L'usine devient le Piaf (Pôle Images Arts et Formations) en 2006. En 2012, un nouveau legs d'un terrain de 12 000 m2 est fait à la ville. À cette occasion, une plaque commémorative honorant la famille Cligman est apposée à l'endroit de l'ancienne usine Indreco.
Une rue Serge-Cligman porte également le nom de son père à Issoudun.